# Aleksa Šaponjić
Aleksa Šaponjić (em sérvio:  Алекса Шапоњић; Belgrado, 4 de junho de 1992) é um jogador de polo aquático sérvio, medalhista olímpico.

## Carreira
Šaponjić fez parte do elenco que conquistou a medalha de bronze nos Jogos Olímpicos de 2012.